# لایا ایبرت
لایا ایبرت اسکی باز اسپانیایی است که در هر دو رویداد المپیک زمستانی ۲۰۰۶ شرکت کرد.